# Kwas 2-aminotereftalowy
Kwas 2-aminotereftalowy – organiczny związek chemiczny z grupy dikarboksylowych kwasów aromatycznych, aminowa pochodna kwasu tereftalowego. W warunkach pokojowych jest jasnożółtym ciałem stałym.
Można go otrzymać w dwuetapowej syntezie z kwasu tereftalowego, który w pierwszym etapie nitruje się, a następnie otrzymany produkt redukuje się za pomocą wodoru z użyciem palladu jako katalizatora:
Ze względu na obecność reaktywnej grupy aminowej związek ten jest wykorzystywany do syntezy szkieletów metalo-organicznych.